# Xanthostemon ruber
Xanthostemon ruber är en myrtenväxtart som först beskrevs av Adolphe-Théodore Brongniart och Jean Antoine Arthur Gris, och fick sitt nu gällande namn av Sébert och Jean Armand Isidore Pancher. Xanthostemon ruber ingår i släktet Xanthostemon och familjen myrtenväxter. Inga underarter finns listade i Catalogue of Life.